# Hätilä
Hätilä est le 15e quartier d'Hämeenlinna en Finlande.

## Présentation
Hätilä est situé juste à côté de la gare d'Hämeenlinna, à l'est du centre-ville et du lac Vanajavesi.
Hätilä a deux écoles primaires et l'école mixte d'Hämeenlinna (fi).
L'église d'Hätilä, conçue par l'architecte Mika Erno, a été inaugurée en 1956.
Les quartiers voisins d'Hätilä sont Keinusaari, Sairio, Idänpää et Katinen.

## Histoire
Au Moyen Âge, Hätilä est l'un des plus grands villages paysans indépendants à côté du château du Häme. 
En 1551, il compte 10 maisons.
Le plus ancien cadastre de Hätilä datant de 1539 répertorie plusieurs bornes de portant des noms différents, telles que Kärsänkivi et Karhunkivi. 
En conséquence, le monument d'Hätilä, dont l'érection a été décidée par la Société d'Hämeenlinna en 1959, a été nommé «Pierre d'Hätilä». 
La pierre a été dévoilée le 11 septembre 1960.

## Galerie

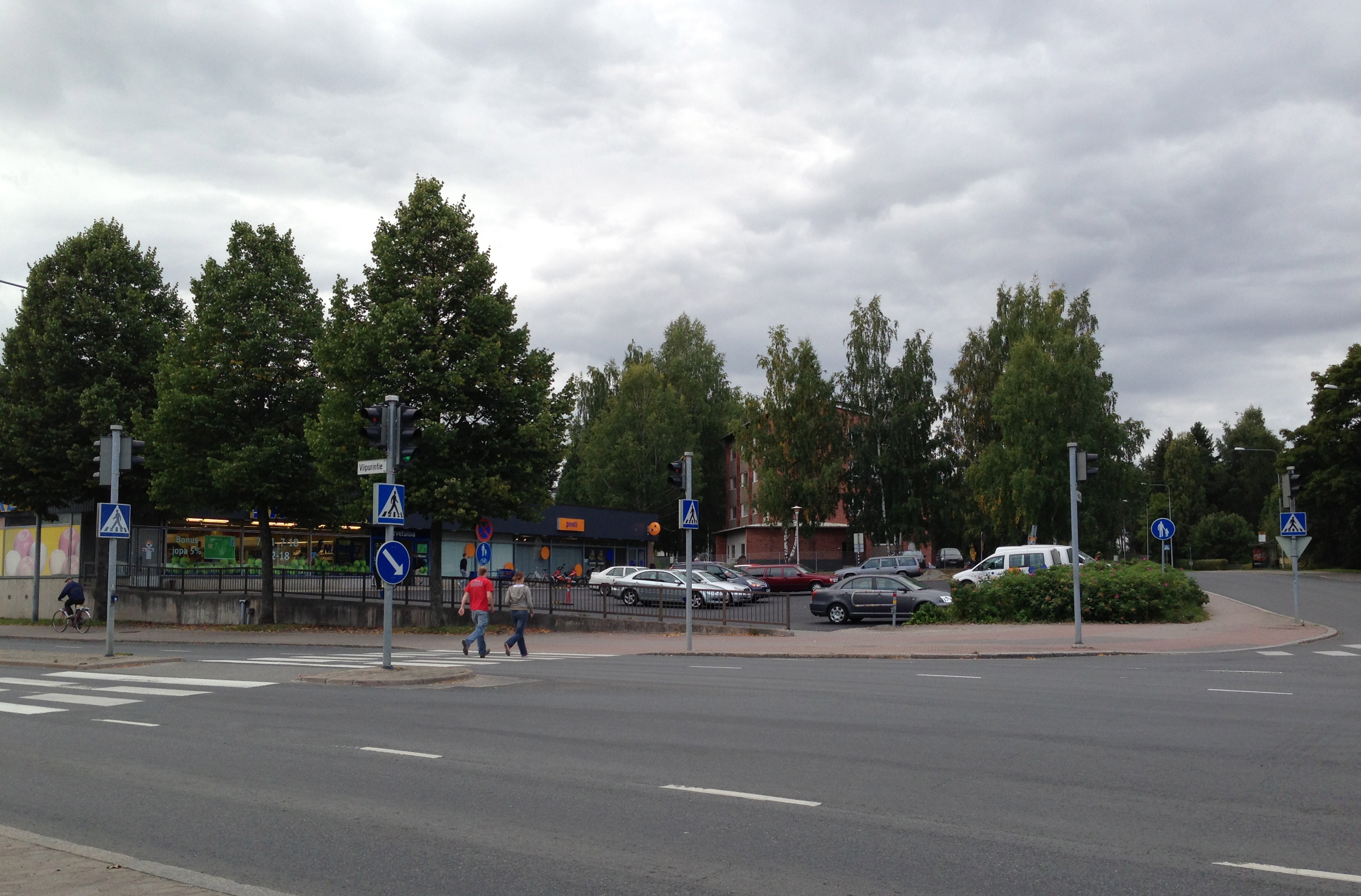
La rue Viipurintie.
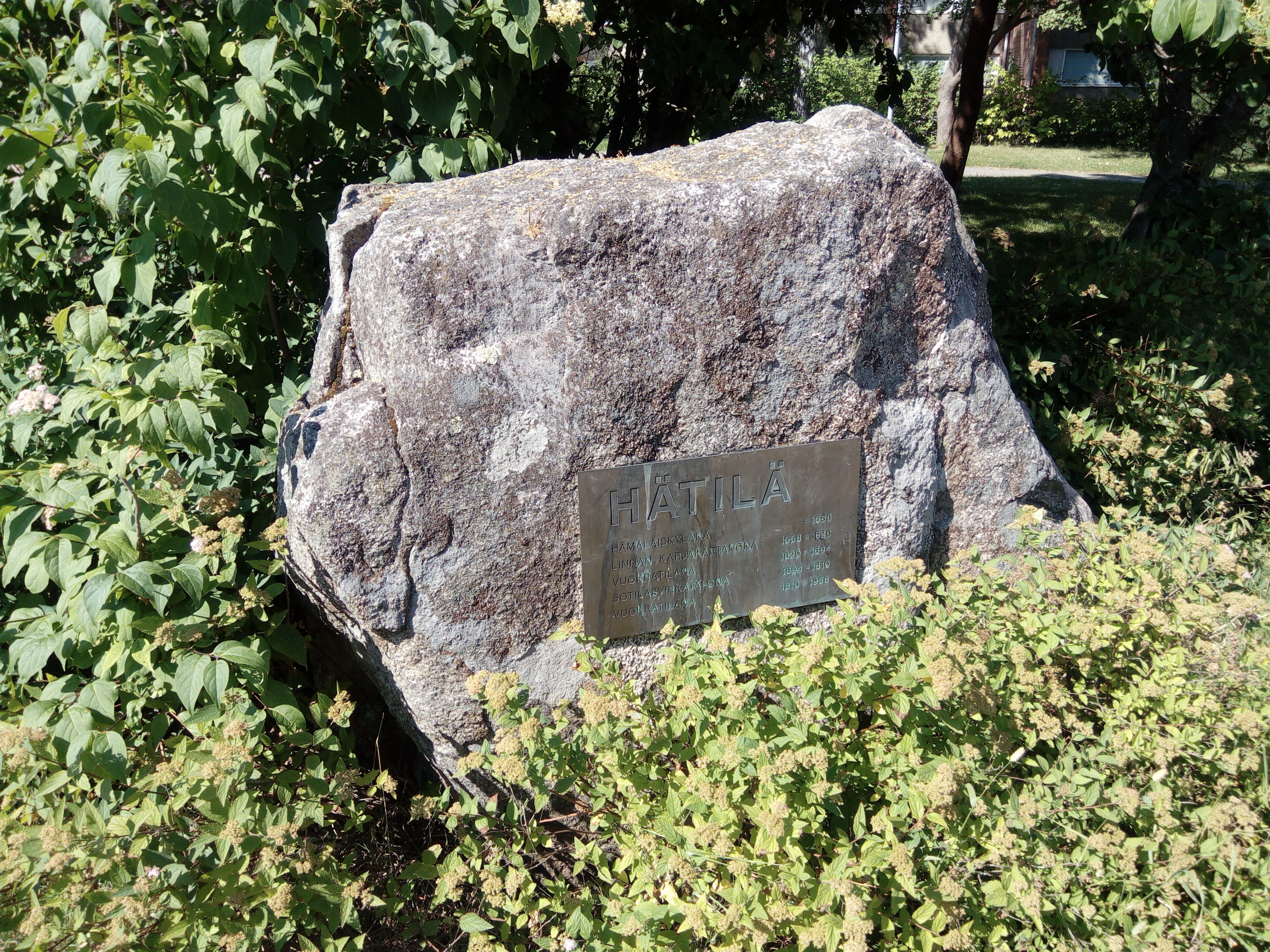
Pierre d'Hätilä.